# Małgorzata Gebel
Małgorzata Gebel (ur. 30 kwietnia 1955 w Katowicach) – polska aktorka, obecnie grająca w amerykańskich filmach i serialach. W 1980 roku ukończyła studia na PWST w Warszawie.

## Filmografia
- 2002:  Einmal Star in Hollywood jako ona sama
- 1995:  Transatlantis jako Solveig
- 1994:  Ostry dyżur (ER) jako Dr Bogdana "Bob" Lewiński
- 1993:  Lista Schindlera (Schindler's List) jako Victoria Klonowska
- 1991:  Mörderische Entscheidung jako Maria
- 1990:  Sense of Guilt, A jako Inge Murray
- 1989:  Follow Me
- 1988:  Kraj ojców, kraj synów (Land der Väter, Land der Söhne)
- 1988:  Mikroskop, Das jako Tina
- 1988:  Proces w Berlinie (Judgment in Berlin)
- 1986:  Róża Luksemburg (Rosa Luxemburg)
- 1986–1994:  Lovejoy jako Aneska (1992)
- 1980:  Przed maturą (TV) jako Marta